# Licneremaeus semiareolatus
Licneremaeus semiareolatus är en kvalsterart som beskrevs av Sandór Mahunka 1978. Licneremaeus semiareolatus ingår i släktet Licneremaeus och familjen Licneremaeidae. Inga underarter finns listade i Catalogue of Life.